# 伊列克·博古斯拉夫斯基
伊列克·鲍里索维奇·博古斯拉夫斯基（俄語：Ирек Борисович Богуславский，羅馬化：Irek Borisovich Boguslavskiy，1967年9月9日—）是俄罗斯政治人物，第五届、第六届、第七届、第八届国家杜马代表。
1991年博古斯拉夫斯基毕业于喀山国立财经学院。1999年至2005年期间，他从事过各种生意，包括销售汽车和裁缝。此外，他还是专门从事毛发移植的Real Trans Hair诊所的创始人之一。博古斯拉夫斯基于2007年当选第五届国家杜马代表，至此开始了他的政治生涯。随后，他连任第六届（2011-2016年）、第七届（2016-2021年）和第八届国家杜马（自2021年起）。据Istories.media报道，截至2021年7月，这14年来，博古斯拉夫斯基在国家杜马的公开讨论中没有说过一句话。

## 制裁
他是美国财政部于2022年3月24日因2022年俄乌战争而受到制裁的国家杜马成员之一。出于同样的原因，他也招到英国政府的制裁。

## 荣誉
- 祖国功勋勋章[8]
- 纪念喀山建城1000周年奖章（英语：Medal "In Commemoration of the 1000th Anniversary of Kazan"）